# Transfert (économie)
En économie, un transfert désigne « le paiement d'un revenu qui ne correspond pas à des services économiques effectivement rendus par les bénéficiaires et ne sont pas la contrepartie d'une prestation productive ».

Les revenus de transfert sont donc prélevés sur les revenus d'agents économiques productifs. Ils sont par conséquent exclus du revenu national (au coût des facteurs) puisque celui-ci est la somme des revenus correspondant à des activités productives. 

## Typologie des transferts
Dans les économies modernes, de tels revenus sont nombreux, parmi lesquels on distingue :

### Les transferts publics
Ce sont les pensions, les retraites, les intérêts de la dette publique.

Les subventions d'exploitation sont des transferts versés par les administrations à d'autres administrations, à des entreprises, ou à des collectivités locales.

Les transferts en capital sont des opérations de patrimoine qui ont un effet sur les investissements ou la fortune du bénéficiaire (aide à l'investissement par exemple).

### Les transferts fiscaux et sociaux
Le prélèvement des impôts sur le revenu ou sur le patrimoine des particuliers, le versement des cotisations et prestations sociales (prestations de la Sécurité sociale et aux allocations familiales) sont également classés comme mouvements de transferts. Les revenus dits de transfert sont attribués aux ménages en fonction des droits qui leur sont reconnus par la collectivité. L'analyse et l'attribution de ces mouvements relève de la redistribution et de la répartition du revenu national pilotée par la puissance publique. Les effets induits des transferts ainsi organisés pouvant conduire à une redistribution « verticale » ou « horizontale ».

### Les transferts inter-entreprises
Ce sont principalement le paiement des dividendes effectués par des sociétés à d'autres sociétés.

### Les transferts internationaux
Dans la balance des paiements, les transferts unilatéraux peuvent être privés ou publics :
- les « transferts dits privés » regroupent des transferts d'épargne des travailleurs immigrés vers leur pays d'origine. Ces montants peuvent jouer un rôle important dans la balance des paiements de certains pays : par ex: Italie, Irlande, Grèce, Liban…
- les « transferts dits publics » totalisent les flux financiers correspondant à de l'aide publique attribuée par un pays à un autre pays.

Ces transferts peuvent être ponctuels (Cas du Plan Marshall accordé par les États-Unis à différents pays d'Europe après la Seconde Guerre mondiale) ou récurrents (Cas des programmes d'aide aux pays en voie de développement).

### Les transferts désintéressés
Soient les versements opérés dans le cadre d'une économie nationale au profit d'organisations publiques, scientifiques, artistiques ou charitables.